# Parterre

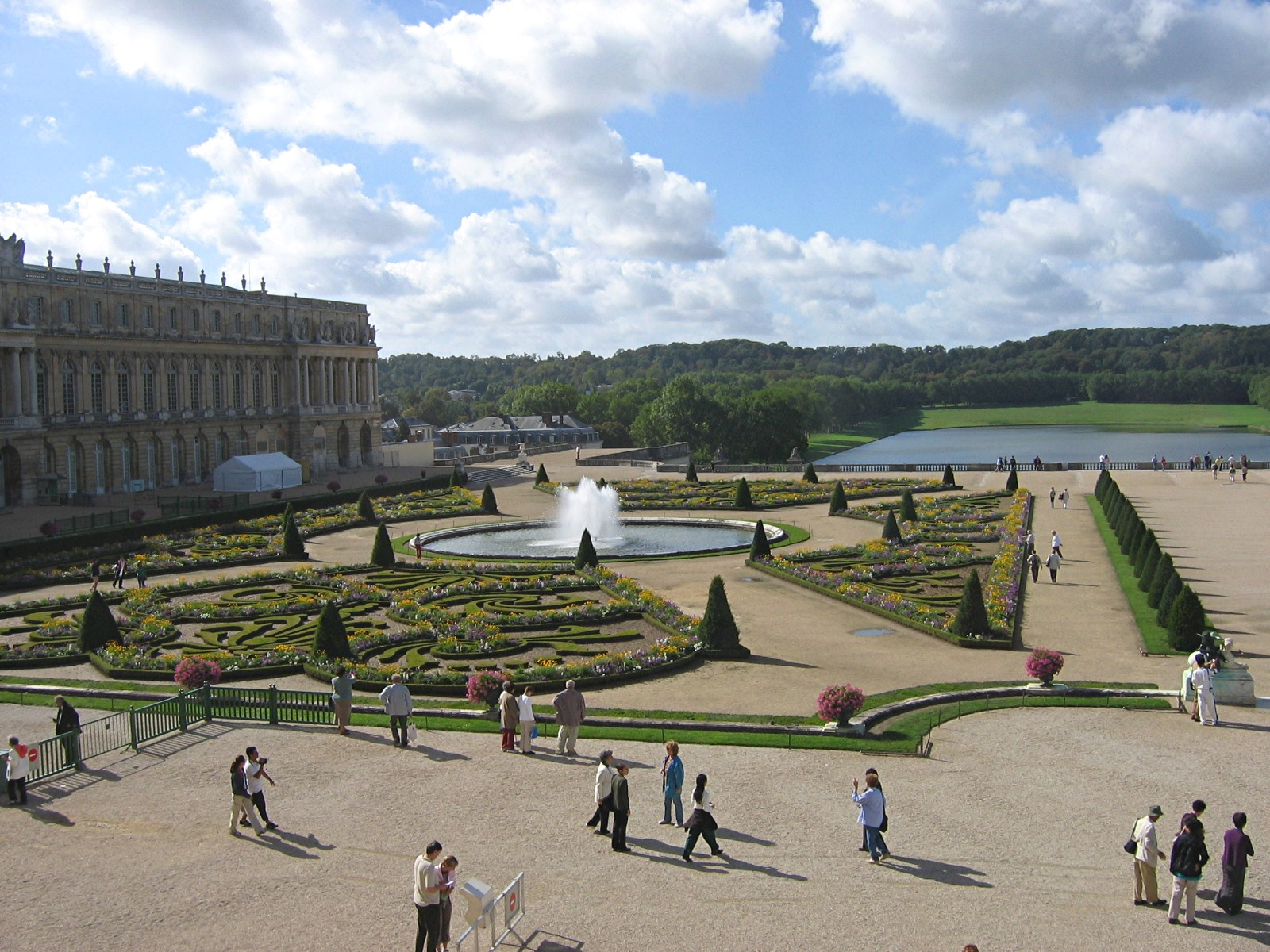
Jardins do Midi, parterre de Versalhes.

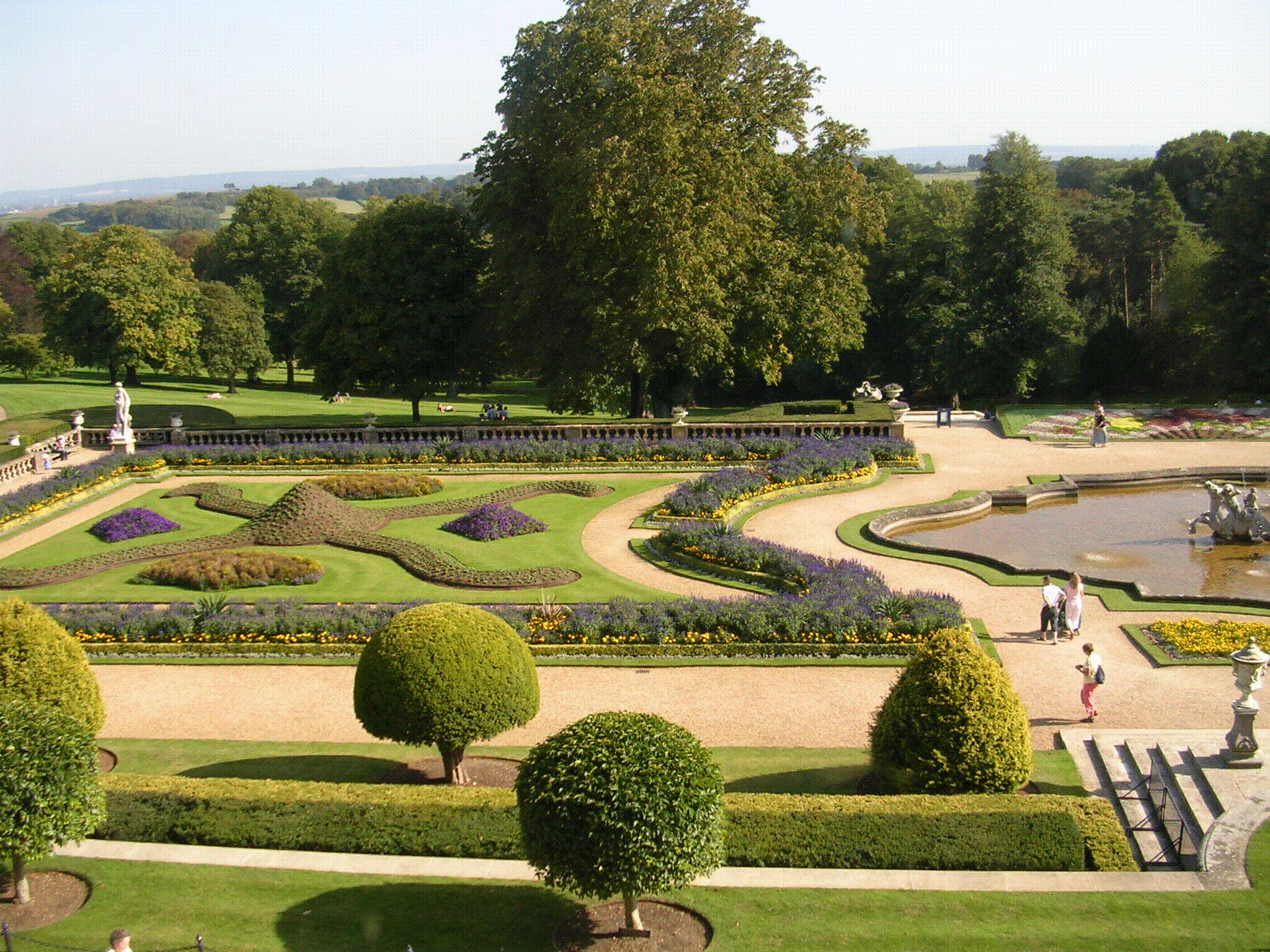
Parterre simétrico em Waddesdon Manor, Inglaterra (lado esquerdo)

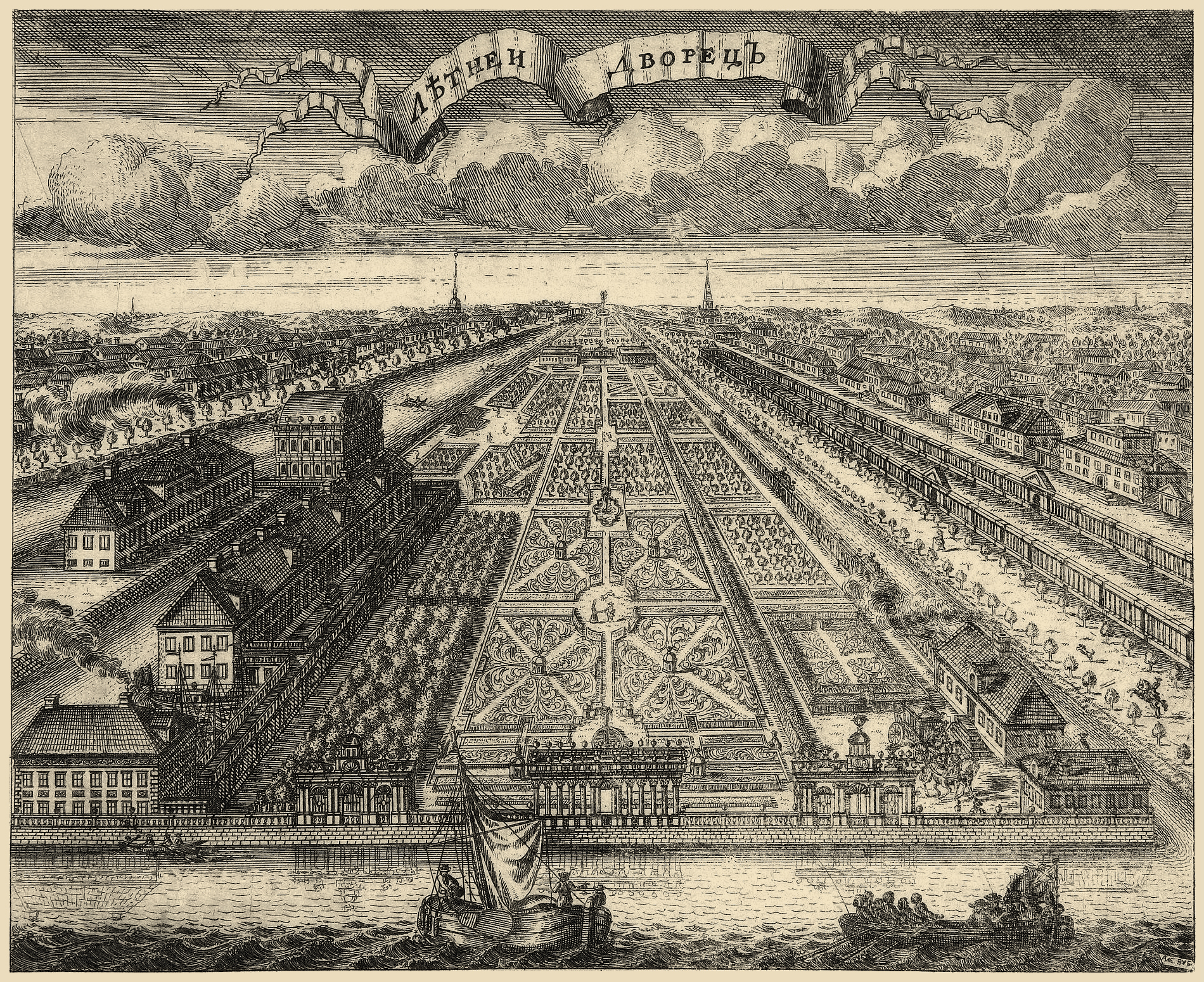
Jardim de Verão em São Petersburgo, 1716.

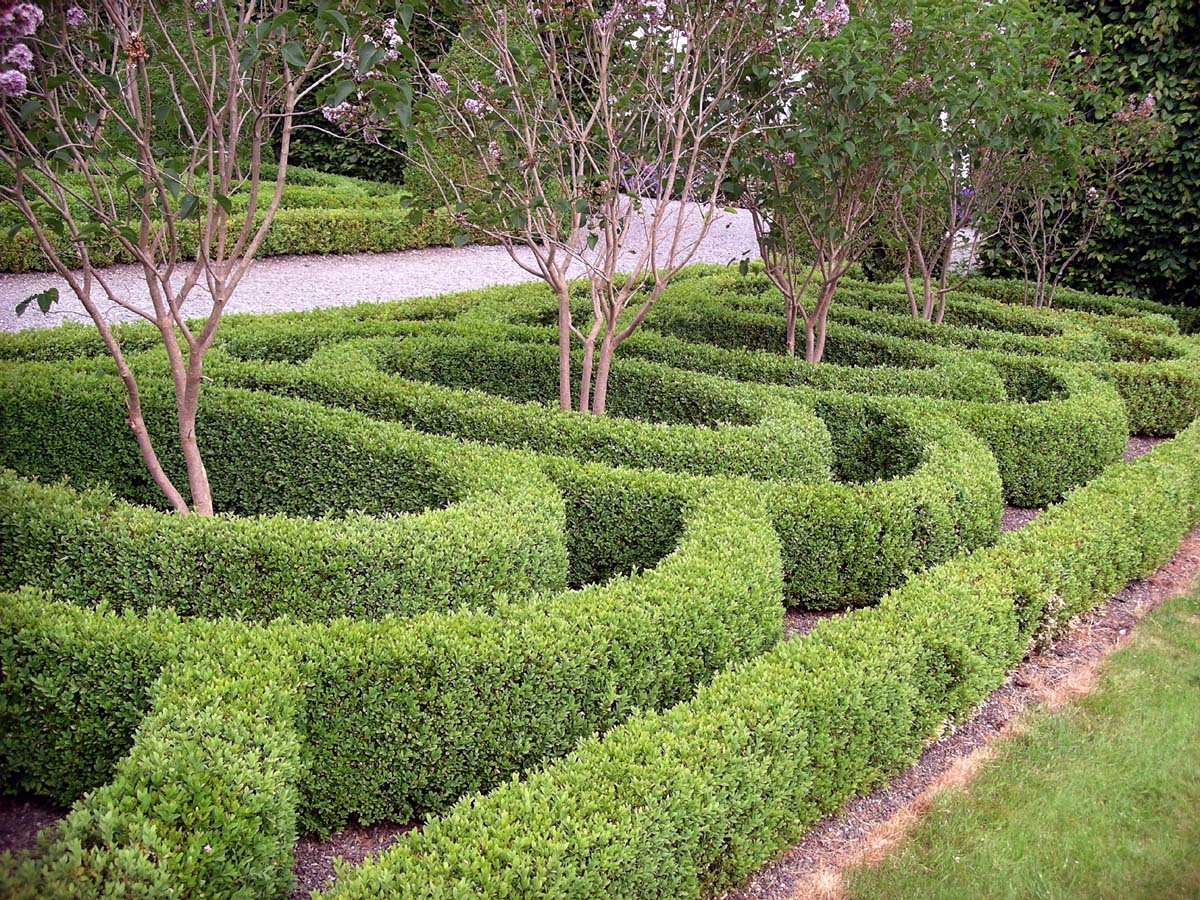
Parterre moderno no Castelo de Birr, na Irlanda

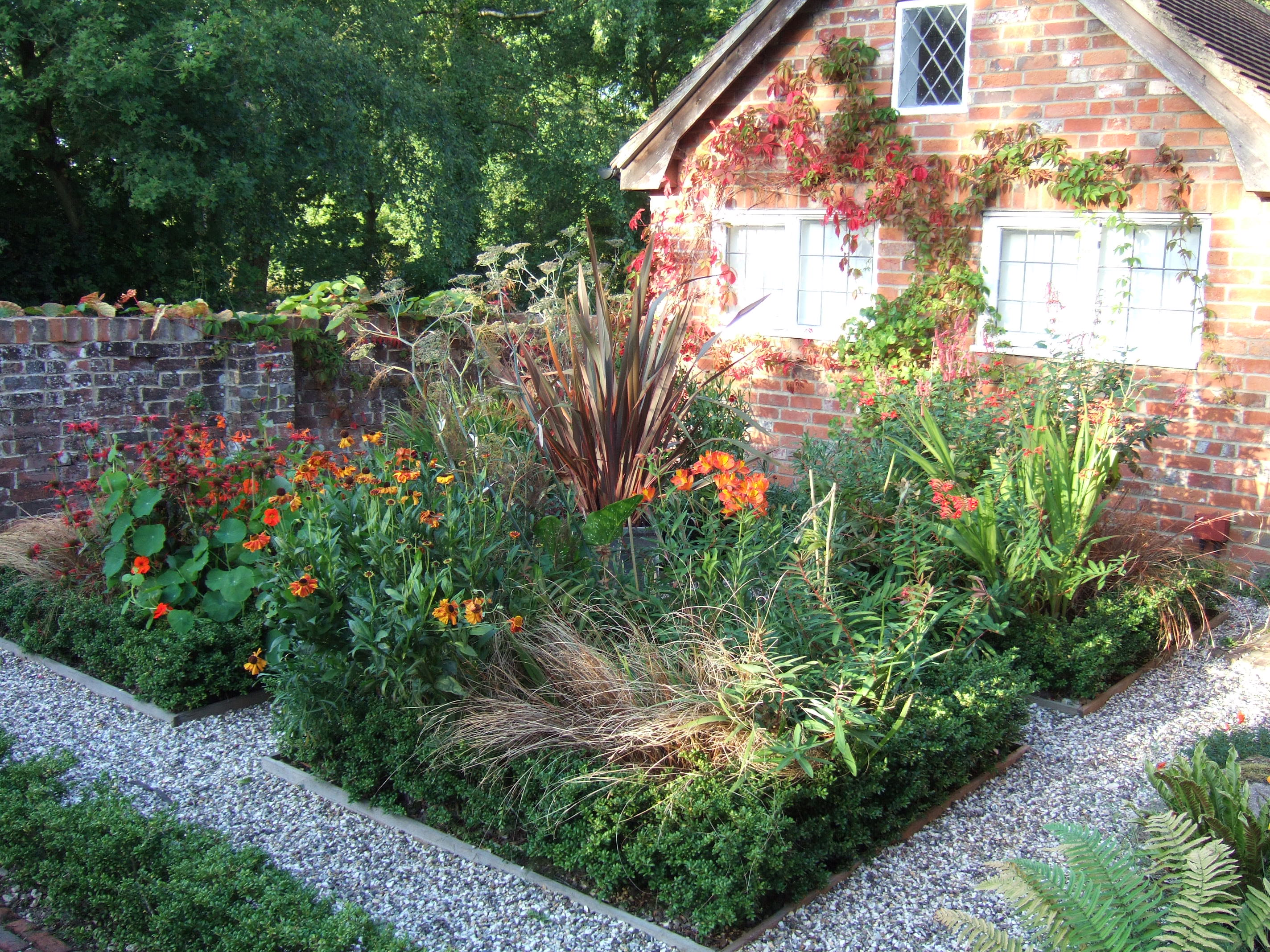
Parterre moderno

Para artigo sobre estrutura do teatro consultar Parterre (teatro)
Um parterre ou canteiro é uma componente de um "jardim formal", plantado numa superfície plana e consistindo em canteiros de flores ou outras plantas, delimitados por sebes baixas ou muretes de pedra  de proteção dos leitos florais interiores, rodeados de alamedas de passeio, normalmente pavimentadas com gravilha e dispostas simetricamente. Os parterres podem ser exclusivamente desenhados com plantas e arbustos, sem incluir flores. A palavra "parterre" teve origem no francês com significado de "na terra".

## História
Os parterres franceses surgiram no século XVI, a partir dos jardins de nós ingleses, e alcançaram o seu expoente máximo no Palácio de Versalhes e nos seus muitos imitadores europeus, tais como los jardins do Palácio de Kensington em Inglaterra.
O grande impulsionador dos parterre em França foi Claude Mollet, fundador de uma dinastia de viveiristas desenhadores de jardim que sobreviveu até ao século XVIII. A sua inspiração foi o pintorEtienne du Pérac, com quem trabalhou em Anet depois do regresso deste de Itália. Molet decidiu modificar os "compartimentos" com entrelaçados simples que já existiam no século XVI, formados por sebes, por vezes abertos e pavimentados com areia, outras vezes abertos e cobertos com leitos florais. Por volta de 1595, Mollet introduziu os parterres nos jardins de Saint-Germain-en-Laye e de Fontainebleau; o desenho desenvolvido como um bordado "parterre en broderie" aparece pela primeira vez numa gravura de Alexandre Francini contendo os planos revistos para as plantações dos jardins de Fontainebleau e de Saint-Germain-en-Laye em 1614.

As sebes de buxos recortadas, utilizadas nos parterre, foram muito contestados pelos patronos dos jardins pelo seu  "odor malicioso", tal como descrito pelo herbalista Gervase Markham. Antes de 1638, Jacques Boyceau descreve a gama completa de desenhos em caixa que o jardineiro pode utilizar: 
| “ | Os parterre são os adornos baixos dos jardins, que possuem um grande encanto, especialmente quando se observam de uma posição elevada: as bordaduras podem fazer-se com vários arbustos principais e arbustos secundários de várias cores, formados de diversas maneiras, com compartimentos, folhagem, bordados (passements), arabescos, grotescos, guilloches, rosetas, glorietas (gloires) | ” |
|   | — Traité du iardinage selon les raisons de la nature et de l’art, pp 81–82, Jacques Boyceau. |   |

Em 1630, surgiram os parterre de broderie na Wilton House, que causaram tanta sensação que foram motivo de gravuras— o único testemunho que resta dos mesmos actualmente. Parterre de pelouse ou parterre de gazon são os parterre feitos com plantas baixas como a camomila.

### Renascimento do parterre
O estilo de jardinagem que se centrava no parterre caiu em desuso, inicialmente em Inglaterra, com o desenvolvimento do estilo naturalista do jardim inglês, a partir de 1720. A sua reintrodução em Inglaterra coincidiu con o Neo-Renascimento, no século XIX, onde se retomou a plantação compacta de leitos florais com espécies anuais, com cuidadosa selecção de cores e de época de floração para proporcionar os blocos de cor componentes do desenho. O parterre era plantado, como originalmente, em superfícies planas, devendo existir um ponto de observação elevado, como um terraço, para permitir apreciar o desenho.

## Exemplos de parterre
No Palácio de Kensington, então nos subúrbios de Londres, as plantações dos parterre deveram-se a Henry Wise, cujo viveiro se situava perto de Brompton. Na gravura de 1707/08, (ilustração à direita), os desenhos barrocos de cada secção dispõem-se simetricamente ao redor de um centro, com sebes baixas realçados por árvores cónicas nas esquinas.
No Reino Unido existem actualmente parterre modernos em Trereife Park, Penzance (Cornwall), Castelo de Birr na Irlanda, no Castelo de Drumlanrig, Dumfriesshire, e em Bodysgallen Hall, perto de Llandudno.
Alguns "jardins de nós" antigos foram cobertos de relva ou outros elementos paisagistas, mas os seus traçados originais ainda são visíveis como ondulações nos jardins actuais. Um exemplo deste fenómeno é o jardim do Castelo de Muchalls na Escócia, de inícios do século XVII .